# 卷瓣兰属
卷瓣兰属（学名：Cirrhopetalum）是兰科下的一个属，为附生兰。该属共有100种以上，分布于非洲与亚洲热带地区。